# Покрет за одбрану Косова и Метохије
Покрет за одбрану Косова и Метохије је покрет грађана који се залаже за очување Косова и Метохије у саставу Србије.